# Залужье (Рыбинский район)
В Рыбинском районе есть деревня с похожим названием Залужнево.
Залужье — деревня в Судоверфской сельской администрации Судоверфского сельского поселения Рыбинского района Ярославской области .
Деревня расположена в центре полуострова Рыбинского водохранилища, ограниченного с востока руслом Волги, а с севера и востока затопленной при заполнении водохранилища долиной реки Юга. Деревня стоит к западу от дороги, проходящей от Перебор на север к двум оконечным мысам этого полуострова, где расположены центр поселения посёлок Судоверфь и деревня Свингино. Основная деревенская улица, следуя от автомобильной дороги на запад, выходит к деревне Новый Посёлок, продолжающая её просёлочная дорога идёт к деревням Малый и Большой Дор, за которыми расположен низкий заболоченный берег залива Рыбинского водохранилища. На небольшом расстоянии к северу находится деревня Коржавино, к северо-западу Якушево, а к юго-западу деревня Мешково. К востоку от деревни, за автомобильной дорогой, находится узкий залив водохранилища, по берегам которого расположена деревня Балобаново .
Деревня указана на плане Генерального межевания Рыбинского уезда конца XVIII века.
На 1 января 2007 года в деревне числился 21 постоянный житель . Почтовое отделение, расположенное в Судоверфи, обслуживает в деревне Залужье 28 домов .